# Antona peruviana
Antona peruviana är en fjärilsart som beskrevs av William Schaus 1892. Antona peruviana ingår i släktet Antona och familjen björnspinnare. Inga underarter finns listade i Catalogue of Life.